# 羅塞爾帕克 (新澤西州)
羅塞爾帕克（英語：Roselle Park）是位於美國新澤西州尤寧縣的自治市鎮。

## 人口
根據2020年美國人口普查的數據，羅塞爾帕克的面積為3.17平方千米，皆為陸地。當地共有人口13967人，而人口密度為每平方千米4,406人。